# 창원과학고등학교
창원과학고등학교(昌原科學高等學校)는 대한민국 경상남도 창원시 의창구 서상동에 있는 공립 과학고등학교이다.

## 학교 연혁
- 2007년 1월 4일 : 경남교육청 창원시와 설립 약정서 체결
- 2008년 5월 9일 : 교육과학기술부 승인
- 2010년 3월 22일 : 창원과학고 기공식
- 2011년 3월 1일 : 초대 김동환 교장 취임
- 2011년 3월 5일 : 제1회 신입생 입학식(4학급 93명)
- 2011년 5월 25일 : 개교기념식
- 2013년 2월 8일 : 제1회 졸업식(1기 조기 졸업 56명)
- 2021년 3월 1일 : 제5대 조용국 교장 취임
- 2023년 2월 2일 : 제11회 졸업식(10기 졸업생 48명, 11기 조기졸업생 31명) 총 졸업생 848명
- 2023년 3월 2일 : 제13회 입학(4학급 81명)

## 설치 학과
- 과학과

## 참고 자료
- 창원과학고등학교 - 한국교육학술정보원 학교알리미